# Улоф Палме
Свен Улоф Йоахим Палме (на шведски: Sven Olof Joachim Palme) е шведски политик от Социалдемократическата работническа партия.

## Биография
Улоф Палме е роден на 30 януари 1927 година в Стокхолм в семейството на успешен бизнесмен от нидерландски произход, а майка му е балтийска немкиня, бежанка от времето на Първата световна война. След военната си служба през 1945 – 1947 година заминава за Съединените щати, където получава бакалавърска степен от Колежа „Кениън“, след което следва право в Стокхолмския университет.
Още като студент Палме участва активно в различни социалдемократически организации, а след дипломирането си работи в партийния апарат. През 1957 година е избран за депутат, а през 1963 година става министър без портфейл като близък политически съветник на премиера Таге Ерландер. От 1965 година е министър на транспорта и съобщенията, от 1967 година – министър на просветата, а след оттеглянето на Ерландер през 1969 година го наследява начело на партията и правителството.
През 1976 година Улоф Палме губи парламентарните избори, прекъсвайки продължилата четири десетилетия доминация на социалдемократите в шведската политика. През следващите години е лидер на опозицията, като същевременно участва в международната дипломация като посредник на Организацията на обединените нации в неуспешните опити за прекратяване на Ирано-иракската война. През 1982 година отново става министър-председател.
Улоф Палме е застрелян на улицата в Стокхолм късно през нощта на 28 февруари 1986 година. Убийството остава неразкрито, като има различни теории за неговите поръчители.